# Westfälisches Literaturarchiv
Das Westfälische Literaturarchiv (WLA) ist eine Einrichtung des Landschaftsverbandes Westfalen-Lippe (LWL) für literarische Vor- und Nachlässe in Westfalen und Lippe und Informationsstelle mit kompetenter Beratung in allen Fragen rund um das Thema „Literarische Nachlässe in Westfalen“.

## Gründung
Mit der Gründung des WLA im September 2001 sollte die literarische Nachlasspflege in Westfalen-Lippe, die lange Zeit strukturelle Defizite aufwies, verbessert und gefördert werden. Die Mängel betrafen:
- fehlende Zuständigkeit beim Nachlasserwerb (Konkurrenz- oder Zufallsprinzip)
- fehlende Kriterien bei der Bewertung der Archivwürdigkeit des Nachlasses
- fehlende Beratung der Autoren bzw. der Erben
- mangelnde germanistische Kompetenz der Archivstellen
- mangelnde Ressourcen für die Erschließung von Nachlässen

Die seit 1998 bestehende Literaturkommission für Westfalen stellte in enger Zusammenarbeit mit der Abteilung Kulturpflege des Landschaftsverbandes und dem LWL-Archivamt für Westfalen Überlegungen an für eine bessere Koordinierung und Zuständigkeit der literarische Nachlässe in Westfalen. Die Gremien formulierten Rahmenbedingungen für die Gründung des Westfälischen Literaturarchivs. Eine entsprechende Parlamentsvorlage wurde im Frühjahr 2001 vom Kulturausschuss und der Landschaftsversammlung befürwortet.
Mit der symbolischen Übergabe des Nachlasses des westfälischen Dichters Ernst Meister (1911–1979) anlässlich seines 90. Geburtstags am 3. September 2001 wurde das Westfälische Literaturarchiv der Öffentlichkeit vorgestellt.

## Organisation und Aufgabe

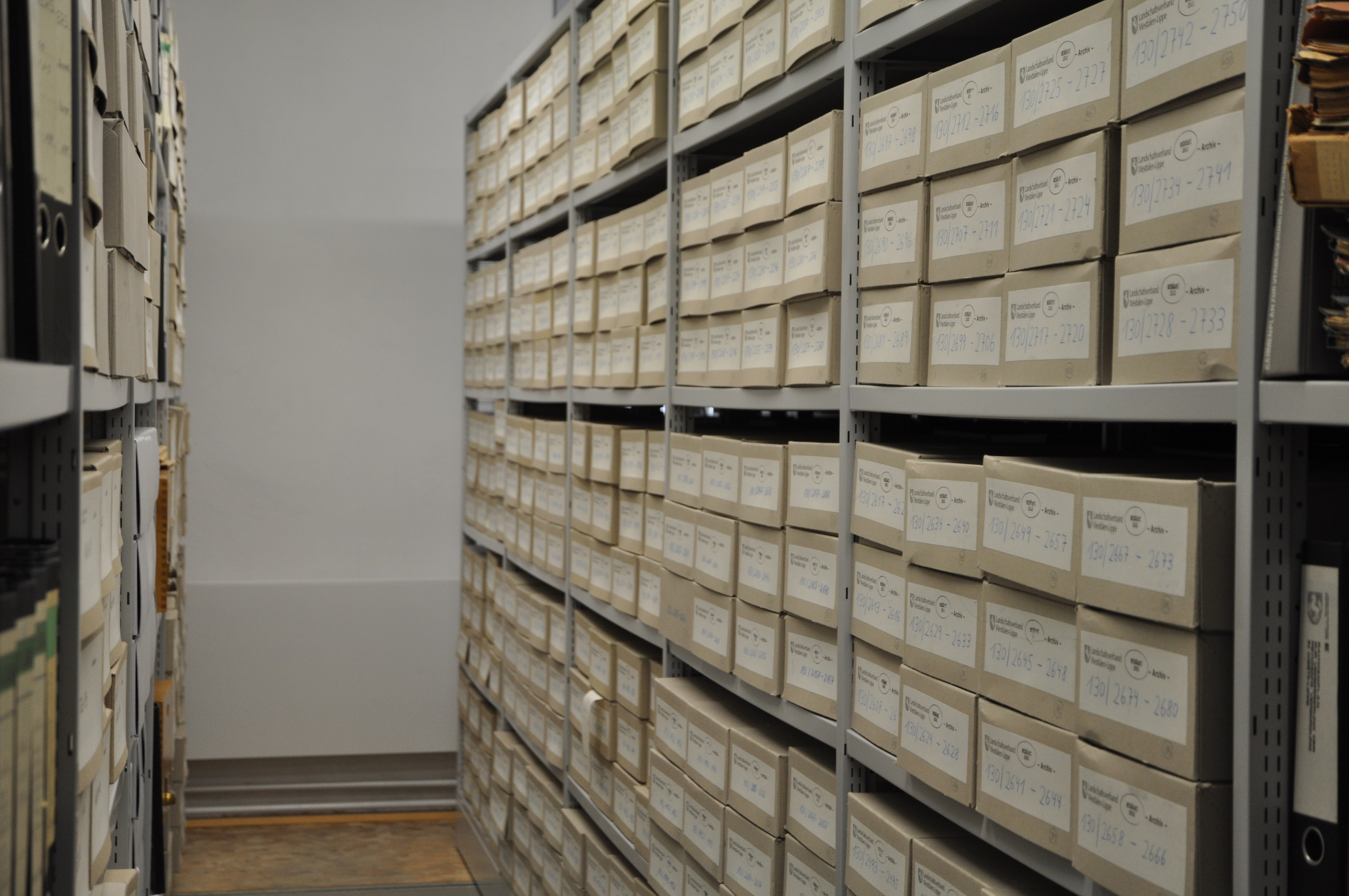
Magazinbestand des LWL-Archivamts/Westfälischen Literaturarchivs

In fachübergreifender Kooperation wird das WLA gemeinsam von zwei Dienststellen des LWL getragen, dem LWL-Archivamt für Westfalen und der Literaturkommission für Westfalen, mit dem Ziel, einen möglichst hohen Qualitätsstandard bei der Betreuung literarischer Nachlässe zu gewährleisten.
Das LWL-Archivamt für Westfalen bringt das archivfachliche Wissen und die aus der regionalen Archivpflege gewonnene Erfahrungen ein. Die Literaturkommission für Westfalen verfügt über Kenntnisse der westfälischen Literaturlandschaft und pflegt die persönlichen Kontakte mit Autoren bzw. deren Nachlassern.
Die Angebote im Einzelnen:
- Beratung von Schriftstellern „zu Lebzeiten“ im Umgang mit der eigenen Werküberlieferung
- Fachgerechte Übernahme von Vor- und Nachlässen in das Westfälische Literaturarchiv, Erschließung und Bereitstellung zur Nutzung
- Vermittlung einer qualifizierten fachlichen Betreuung etwa im heimischen Kommunalarchiv, sofern der Nachlass wegen enger regionaler Bezüge vor Ort verbleiben soll[4]

## Bestände
Das Westfälische Literaturarchiv übernimmt Unterlagen von Schriftstellern mit regionalem Bezug. Sie stammen entweder aus Westfalen-Lippe oder waren hier längere Zeit tätig. Auch Überlieferungen von Institutionen wie literarischen Gesellschaften, Vereinen oder Verlagen werden übernommen.
Literarische Vor- und Nachlässe enthalten Unterlagen, die einen nahen Bezug zum Werk und der Schriftstellerpersönlichkeit aufweisen; zu den Materialien gehören, entsprechend den Regeln zur Erschließung von Nachlässen und Autographen (RNA), vor allem
- Werkmanuskripte
- Korrespondenzen
- Lebensdokumente
- Sammlungen zum Werk und der Biographie

### Entwicklung der Bestände

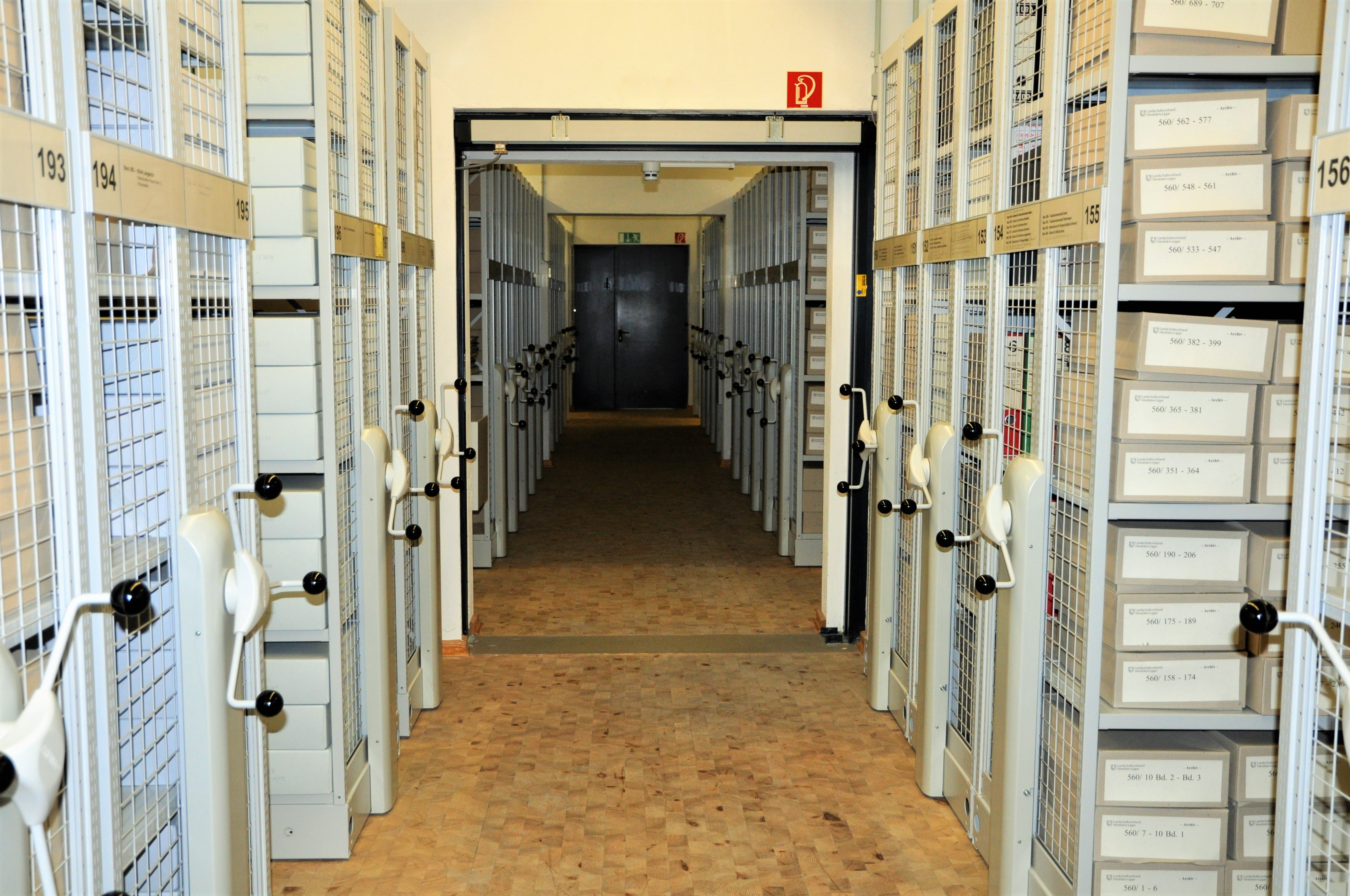
Magazinraum des LWL-Archivamts/Westfälischen Literaturarchivs

### Bestände in Auswahl
- Nachlass Ernst Meister (WLA, Bestand 1000)
- Nachlass Jürgen P. Wallmann (WLA, Bestand 1002; Online-Findbuch)
- Teilnachlass Werner Warsinsky (WLA, Bestand 1003; Online-Findbuch)
- Sammlung Familie Levin Schücking (WLA, Bestand 1010)
- Teilnachlass Sigismund von Radecki (WLA, Bestand 1011)
- Vorlass Ulrich Horstmann (WLA, Bestand 1022; Online-Findbuch)
- Nachlass Josef Winckler (WLA, Bestand 1023)
- Nachlass Ingrid Kreuzer / Angelika Jakob (WLA, Bestand 1024; Online-Findbuch)
- Nachlass Michael Klaus (WLA, Bestand 1026; Online-Findbuch)
- Autographensammlung Annette von Droste-Hülshoff und Nachfolger (WLA, Bestand 1030)
- Teilnachlass Erwin Sylvanus (WLA, Bestand 1035; Online-Findbuch)
- Sammlung Peter Hille (WLA, Bestand 1037)
- Sammlung Friedrich Wilhelm Weber (WLA, Bestand 1038)
- Vorlass Norbert Johannimloh (WLA, Bestand 1039; Online-Findbuch)
- Nachlass Hans Dieter Schwarze (WLA, Bestand 1050)

## Recherchemöglichkeiten
Die Bestände des WLA sowie Online-Findmittel sind im Portal Archive in Nordrhein-Westfalen recherchierbar, ebenso in der Zentralen Datenbank Nachlässe des Bundesarchivs und im Kalliope Verbundkatalog, dem Nachweis von Nachlässen und Autographen durch die Staatsbibliothek Berlin.
Da sich das WLA auch als Informationsstelle in Fragen um die Nachlasssituation in Westfalen versteht, entstand 2005 in Kooperation mit dem Literaturrat NRW ein Portal mit Nachweisen zu über 600 literarischen Überlieferungen in mehr als 80 Archiven in Westfalen. Die Nachlass-Datenbank ist logistisch vernetzt mit der Online-Version des "Westfälischen Autorenlexikons", wodurch bereits ein wichtiger Schritt hin zu einem umfassenden Kataster westfälischer Schriftstellernachlässe vollzogen ist.
Alle Portale bieten interessierten Nutzern kostenlose Recherchemöglichkeiten.

## Benutzung
Die Benutzung der Bestände des Westfälischen Literaturarchivs erfolgt im LWL-Archivamt für Westfalen. Die Benutzung ist kostenfrei.

## Publikationen
Seit 2012 erscheint die Publikationsreihe „Aufgeblättert… Entdeckungen im Westfälischen Literaturarchiv“ im Auftrag der LWL-Literaturkommission für Westfalen in Verbindung mit dem LWL-Archivamt; sie präsentiert Einblicke in Bestände des Westfälischen Literaturarchivs.
Bisher sind erschienen:
| Autor/en                                            | Titel                                                                               | ISBN              |
| --------------------------------------------------- | ----------------------------------------------------------------------------------- | ----------------- |
| Jochen Grywatsch                                    | Wortgefüge, Sinngebung, Formschaffen. Die verborgene Literatur des Werner Warsinsky | 978-3-89528-901-9 |
| Walter Gödden, Michael Kienecker, Christoph Knüppel | Welt und Ich. Neue Peter-Hille-Funde                                                | 978-3-8498-1095-5 |
| Walter Gödden                                       | Bibliophil, engagiert, einzigartig. Große Literatur in kleinen Verlagen             | 978-3-8498-1125-9 |